# يو إس إس جاك ويليامز

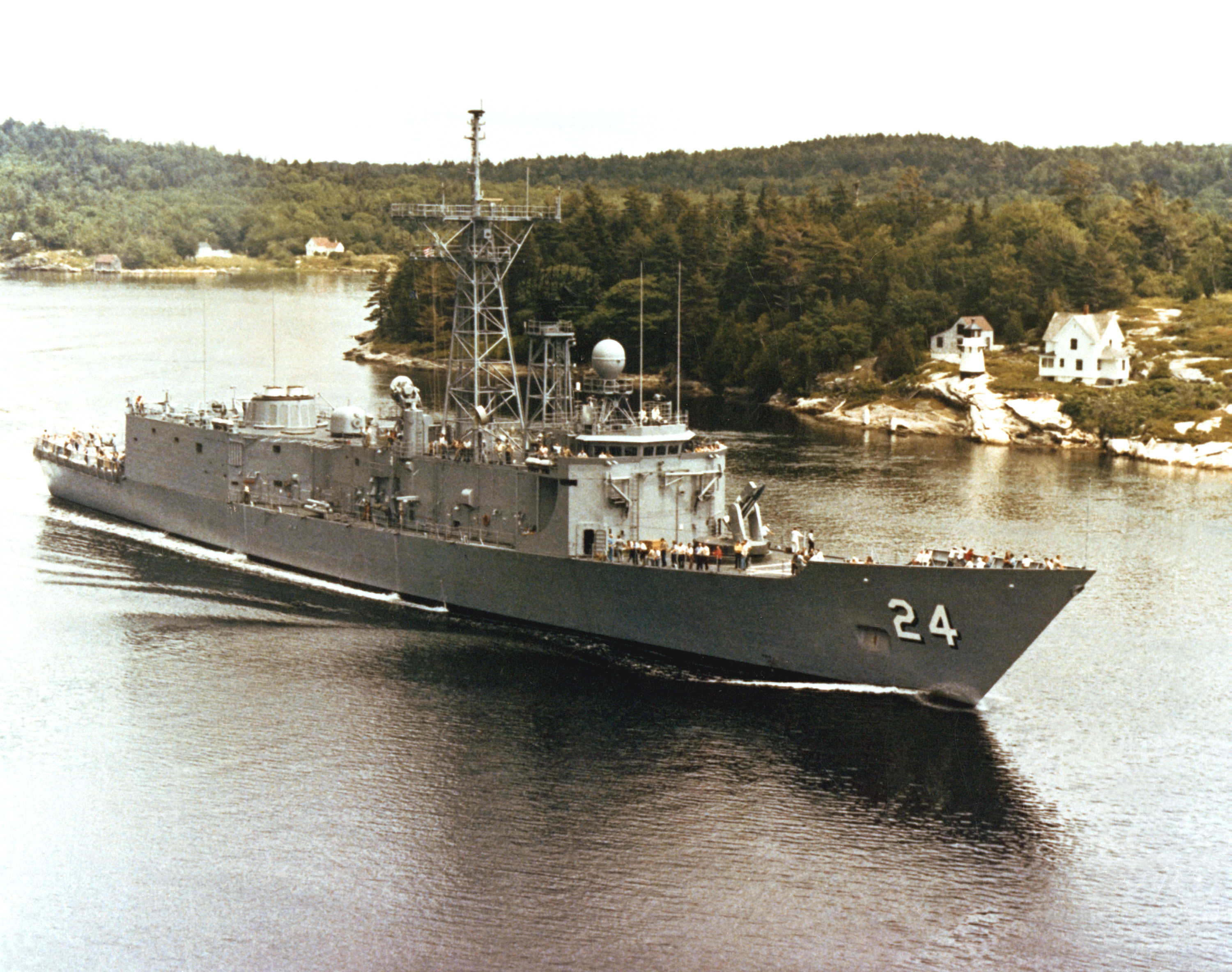
يو اس اس جاك ويليامز في 1 مارس 1983

يو اس اس جاك ويليامز السفينة السادسة عشرة من طبقة أوليفر هازارد بيري للفرقاطات الموجهة للصواريخ وسميت باسم الصيدلي زميل ثاني درجة جاك وليامز الذي حصل بعد وفاته على ميدالية الشرف لبطولته في معركة ايو جيما.
بدأت شركة باث للأعمال الحديدية في بنائها في 28 فبراير 1977 كجزء من برنامج اف واي 77 ووضعت جاك وليامز في 25 فبراير 1980 وأطلقت في 30 أغسطس 1980 وكلفت بمهام في 19 يوليو 1981.
سحبت مخربة في 13 يوليو 1996 ثم تم نقلها إلى البحرين في نفس اليوم وتغير اسمها إلى ار بي ان اس صبحا.
كانت جاك ويليامز أول سفينة بهذا الاسم في البحرية الأمريكية.